# Roman Kienast
Roman Kienast (Salzburg, 29 maart 1984) is een Oostenrijkse voetballer (aanvaller) die sinds 2010 uitkomt voor SK Sturm Graz. Zijn vader Wolfgang Kienast en zijn oom Reinhard Kienast speelden eerder voor Rapid Wien, met wie Roman Kienast in 2005 landskampioen werd.

## Clubcarrière
De jonge Oostenrijker werkte een prima EK af in Zwitserland en in zijn vaderland Oostenrijk, en speelde zich in de kijker bij Feyenoord, FC Groningen, AZ, Hull City, en Viking FK. Vooral AZ en Feyenoord zouden goede papieren hebben om de lange aanvaller over te nemen van de Noorse laagvlieger Ham-Kam. Kienast koos uiteindelijk voor het Zweedse Helsingborgs IF waar hij een contract tekende tot 2009.

## Interlandcarrière
Kienast speelde sinds 2007 tien interlands voor de Oostenrijkse nationale ploeg, waarin hij één doelpunt maakte. Hij debuteerde op 13 oktober 2007 tegen Zwitserland, toen hij na 65 minuten inviel voor Sanel Kuljic. In de periode 2006-2007 speelde hij 24 wedstrijden voor de U-21 van Oostenrijk, waarin hij zeven doelpunten maakte.

## Erelijst
Austria Wien
- Landskampioen

2013